# Stefano Tonut
Stefano Tonut (Cantù, 7 novembre 1993) è un cestista italiano, che gioca come guardia nell'Olimpia Milano e nella nazionale italiana di pallacanestro.

## Biografia
Suo padre Alberto Tonut è stato protagonista in serie A1 e A2 negli anni '80 e '90.

## Carriera

### Inizi
È cresciuto nelle giovanili dell’Azzurra Trieste, poi a 17 anni è passato alla Falconstar Monfalcone, ha partecipato al campionato di B Dilettanti nel 2010-2011 prima del suo trasferimento alla Pallacanestro Trieste.

### Pallacanestro Trieste
Arrivato nella squadra del capoluogo giuliano nel 2012 passa due stagioni in chiaroscuro prima di esplodere definitivamente nella stagione 2014-15. In questa stagione infatti la Pallacanestro Trieste disputa il campionato di A2 Gold arrivando a disputare i play-off promozione. In questa stagione è stato il quarto marcatore assoluto, nonché il miglior realizzatore italiano, con 19,2 punti in 33,4 minuti ai quali si sommano 4 rimbalzi, 2,4 assist e 2 palloni recuperati (terzo del campionato in questa speciale classifica) di media nella regular season. Nell'estate del 2015 il passaggio alla Umana Reyer Venezia.

### Umana Reyer Venezia
Nella stagione 2015-16 milita per la prima volta in Serie A con la casacca della Reyer Venezia. Dopo un inizio dallo scarso minutaggio, nella seconda parte della stagione conquista sempre più spazio partendo numerose volte in quintetto base. Conclude la stagione regolare con 3,8 punti messi a referto in 12,8 minuti di impiego a partita, mentre nei play-off disputa tutte le 10 partite partendo nello starting five e segnando 8,1 punti a partita in 21,8 minuti di impiego.
Con i colori della Reyer Venezia ha vinto lo scudetto nel 2017 e nel 2019.
Nel 2020 ha vinto il premio Reverberi come giocatore dell'anno.
È stato votato MVP per il campionato 2020-21.

### Olimpia Milano
Il 25 giugno 2022, firma un contratto biennale con la squadra Campione d'Italia l'Olimpia Milano.

### Nazionale
Ha esordito con l'Italia under 20 ai FIBA EuroBasket Under-20 2013 il 9 luglio, mettendo a referto 6 punti nella vittoria contro la Francia. Ha disputato un torneo oltre le aspettative iniziali e nella finale per l'oro, vinta contro la Lettonia, ha messo a segno 10 punti e recuperato 2 palloni fondamentali.
Dall'estate 2015 entra a far parte della nazionale sperimentale di basket maggiore.
Il 1º giugno 2016 viene convocato per la prima volta nella nazionale maggiore dal c.t. Ettore Messina per il raduno di Folgaria dal 6 al 15 giugno, in preparazione al torneo di Qualificazione Olimpica FIBA 2016 di Torino. Viene poi confermato nella rosa dei 12 giocatori che disputano il torneo ma il 9 luglio viene battuto in finale dalla Croazia.
Nell'agosto del 2023, Tonut viene incluso dal commissario tecnico Gianmarco Pozzecco nella rosa italiana partecipante ai Mondiale maschili di pallacanestro in Giappone, Filippine e Indonesia, in cui gli azzurri concludono all'ottavo posto in seguito alle gare di piazzamento.

## Statistiche

### Eurolega
| Anno      | Squadra        | PG | PT | MP   | TC%  | 3P%  | TL%  | RP  | AP  | PRP | SP  | PP  |
| --------- | -------------- | -- | -- | ---- | ---- | ---- | ---- | --- | --- | --- | --- | --- |
| 2022-2023 | Olimpia Milano | 24 | 3  | 15,2 | 53,2 | 38,7 | 68,8 | 2,0 | 1,0 | 0,5 | 0,0 | 4,5 |
| 2023-2024 | Olimpia Milano | 29 | 7  | 17,1 | 51,2 | 49,2 | 64,7 | 1,8 | 1,2 | 0,6 | 0,0 | 5,8 |
| 2024-2025 | Olimpia Milano | 27 | 6  | 15,2 | 55,6 | 45,2 | 55,5 | 1,9 | 1,1 | 0,3 | 0,1 | 3,2 |
| Carriera  | Carriera       | 80 | 16 | 15,5 | 56,8 | 45,5 | 64,3 | 1,9 | 1,1 | 0,5 | 0,0 | 4,5 |

### Eurocup
| Anno      | Squadra       | PG | PT | MP   | TC%  | 3P%  | TL%  | RP  | AP  | PRP | SP  | PP   |
| --------- | ------------- | -- | -- | ---- | ---- | ---- | ---- | --- | --- | --- | --- | ---- |
| 2015-2016 | Reyer Venezia | 16 | 1  | 12,7 | 33,3 | 26,9 | 66,7 | 1,7 | 0,9 | 0,4 | 0,1 | 3,8  |
| 2019-2020 | Reyer Venezia | 12 | 5  | 20,3 | 43,0 | 30,3 | 88,9 | 2,1 | 1,5 | 0,2 | 0,2 | 8,3  |
| 2020-2021 | Reyer Venezia | 7  | 6  | 24,3 | 42,2 | 38,5 | 84,6 | 1,6 | 2,3 | 0,7 | 0,1 | 10,7 |
| 2021-2022 | Reyer Venezia | 16 | 12 | 25,1 | 44,0 | 32,8 | 86,2 | 2,8 | 3,1 | 0,6 | 0,0 | 10,6 |
| Carriera  | Carriera      | 51 | 24 | 20,0 | 41,4 | 32,2 | 83,3 | 2,1 | 1,9 | 0,4 | 0,1 | 7,9  |

### Nazionale
| Cronologia completa delle presenze e dei punti in Nazionale - Italia | Cronologia completa delle presenze e dei punti in Nazionale - Italia | Cronologia completa delle presenze e dei punti in Nazionale - Italia | Cronologia completa delle presenze e dei punti in Nazionale - Italia | Cronologia completa delle presenze e dei punti in Nazionale - Italia | Cronologia completa delle presenze e dei punti in Nazionale - Italia | Cronologia completa delle presenze e dei punti in Nazionale - Italia | Cronologia completa delle presenze e dei punti in Nazionale - Italia |
| Data                                                                 | Città                                                                | In casa                                                              | Risultato                                                            | Ospiti                                                               | Competizione                                                         | Punti                                                                | Note                                                                 |
| -------------------------------------------------------------------- | -------------------------------------------------------------------- | -------------------------------------------------------------------- | -------------------------------------------------------------------- | -------------------------------------------------------------------- | -------------------------------------------------------------------- | -------------------------------------------------------------------- | -------------------------------------------------------------------- |
| 26/06/2016                                                           | Bologna                                                              | Italia                                                               | 71 - 74 dts                                                          | Canada                                                               | Torneo amichevole                                                    | 0                                                                    | [ 11 ]                                                               |
| 30/06/2016                                                           | Biella                                                               | Italia                                                               | 83 - 70                                                              | Porto Rico                                                           | Amichevole                                                           | 2                                                                    | [ 12 ]                                                               |
| 04/07/2016                                                           | Torino                                                               | Italia                                                               | 68 - 41                                                              | Tunisia                                                              | Qual. Olimpiadi 2016                                                 | 2                                                                    | [ 13 ]                                                               |
| 05/07/2016                                                           | Torino                                                               | Italia                                                               | 67 - 60                                                              | Croazia                                                              | Qual. Olimpiadi 2016                                                 | 0                                                                    | [ 14 ]                                                               |
| 08/07/2016                                                           | Torino                                                               | Italia                                                               | 79 - 54                                                              | Messico                                                              | Qual. Olimpiadi 2016                                                 | 2                                                                    | [ 15 ]                                                               |
| 09/07/2016                                                           | Torino                                                               | Italia                                                               | 78 - 84 dts                                                          | Croazia                                                              | Qual. Olimpiadi 2016                                                 | 0                                                                    | [ 16 ]                                                               |
| 29/07/2017                                                           | Trento                                                               | Italia                                                               | 96 - 36                                                              | Bielorussia                                                          | Torneo amichevole                                                    | 10                                                                   | [ 17 ]                                                               |
| 28/06/2018                                                           | Trieste                                                              | Italia                                                               | 72 - 78                                                              | Croazia                                                              | Qual. Mondiali 2019                                                  | 0                                                                    | [ 18 ]                                                               |
| 01/07/2018                                                           | Groninga                                                             | Paesi Bassi                                                          | 81 - 66                                                              | Italia                                                               | Qual. Mondiali 2019                                                  | 0                                                                    | [ 19 ]                                                               |
| 07/09/2018                                                           | Amburgo                                                              | Rep. Ceca                                                            | 87 - 80                                                              | Italia                                                               | Torneo amichevole                                                    | 2                                                                    | [ 20 ]                                                               |
| 08/09/2018                                                           | Amburgo                                                              | Germania                                                             | 62 - 71                                                              | Italia                                                               | Torneo amichevole                                                    | 0                                                                    | [ 21 ]                                                               |
| 29/11/2018                                                           | Brescia                                                              | Italia                                                               | 70 - 65                                                              | Lituania                                                             | Qual. Mondiali 2019                                                  | 2                                                                    | [ 22 ]                                                               |
| 02/12/2018                                                           | Danzica                                                              | Polonia                                                              | 94 - 78                                                              | Italia                                                               | Qual. Mondiali 2019                                                  | 6                                                                    | [ 23 ]                                                               |
| 25/02/2019                                                           | Klaipėda                                                             | Lituania                                                             | 86 - 73                                                              | Italia                                                               | Qual. Mondiali 2019                                                  | 0                                                                    | [ 24 ]                                                               |
| 18/06/2021                                                           | Amburgo                                                              | Italia                                                               | 82 - 56                                                              | Tunisia                                                              | Torneo amichevole                                                    | 14                                                                   | [ 25 ]                                                               |
| 19/06/2021                                                           | Amburgo                                                              | Italia                                                               | 83 - 71                                                              | Rep. Ceca                                                            | Torneo amichevole                                                    | 16                                                                   | [ 26 ]                                                               |
| 01/07/2021                                                           | Belgrado                                                             | Italia                                                               | 90 - 83                                                              | Porto Rico                                                           | Qual. Olimpiadi 2021                                                 | 9                                                                    | [ 27 ]                                                               |
| 03/07/2021                                                           | Belgrado                                                             | Italia                                                               | 79 - 59                                                              | Rep. Dominicana                                                      | Qual. Olimpiadi 2021                                                 | 14                                                                   | [ 28 ]                                                               |
| 04/07/2021                                                           | Belgrado                                                             | Serbia                                                               | 95 - 102                                                             | Italia                                                               | Qual. Olimpiadi 2021                                                 | 15                                                                   | [ 29 ]                                                               |
| 25/07/2021                                                           | Saitama                                                              | Germania                                                             | 82 - 92                                                              | Italia                                                               | Olimpiadi 2021 - Fase a gironi                                       | 18                                                                   | [ 30 ]                                                               |
| 28/07/2021                                                           | Saitama                                                              | Italia                                                               | 83 - 86                                                              | Australia                                                            | Olimpiadi 2021 - Fase a gironi                                       | 8                                                                    | [ 31 ]                                                               |
| 31/07/2021                                                           | Saitama                                                              | Italia                                                               | 80 - 71                                                              | Nigeria                                                              | Olimpiadi 2021 - Fase a gironi                                       | 10                                                                   | [ 32 ]                                                               |
| 03/08/2021                                                           | Saitama                                                              | Italia                                                               | 75 - 84                                                              | Francia                                                              | Olimpiadi 2021 - Quarti                                              | 4                                                                    | [ 33 ]                                                               |
| 26/11/2021                                                           | San Pietroburgo                                                      | Russia                                                               | 92 - 78                                                              | Italia                                                               | Qual. Mondiali 2023                                                  | 20                                                                   | [ 34 ]                                                               |
| 29/11/2021                                                           | Milano                                                               | Italia                                                               | 75 - 73                                                              | Paesi Bassi                                                          | Qual. Mondiali 2023                                                  | 13                                                                   | [ 35 ]                                                               |
| 24/02/2022                                                           | Hafnarfjörður                                                        | Islanda                                                              | 107 - 105 dts                                                        | Italia                                                               | Qual. Mondiali 2023                                                  | 18                                                                   | [ 36 ]                                                               |
| 27/02/2022                                                           | Bologna                                                              | Italia                                                               | 95 - 87                                                              | Islanda                                                              | Qual. Mondiali 2023                                                  | 5                                                                    | [ 37 ]                                                               |
| 25/06/2022                                                           | Trieste                                                              | Italia                                                               | 71 - 90                                                              | Slovenia                                                             | Amichevole                                                           | 5                                                                    | [ 38 ]                                                               |
| 04/07/2022                                                           | Almere                                                               | Paesi Bassi                                                          | 81 - 92                                                              | Italia                                                               | Qual. Mondiali 2023                                                  | 9                                                                    | [ 39 ]                                                               |
| 12/08/2022                                                           | Bologna                                                              | Italia                                                               | 78 - 79 dts                                                          | Francia                                                              | Amichevole                                                           | 8                                                                    | [ 40 ]                                                               |
| 16/08/2022                                                           | Montpellier                                                          | Francia                                                              | 100 - 68                                                             | Italia                                                               | Amichevole                                                           | 4                                                                    | [ 41 ]                                                               |
| 19/08/2022                                                           | Amburgo                                                              | Italia                                                               | 86 - 90                                                              | Serbia                                                               | Torneo amichevole                                                    | 12                                                                   | [ 42 ]                                                               |
| 20/08/2022                                                           | Amburgo                                                              | Italia                                                               | 96 - 80                                                              | Rep. Ceca                                                            | Torneo amichevole                                                    | 14                                                                   | [ 43 ]                                                               |
| 24/08/2022                                                           | Riga                                                                 | Ucraina                                                              | 89 - 97                                                              | Italia                                                               | Qual. Mondiali 2023                                                  | 11                                                                   | [ 44 ]                                                               |
| 27/08/2022                                                           | Brescia                                                              | Italia                                                               | 91 - 84                                                              | Georgia                                                              | Qual. Mondiali 2023                                                  | 7                                                                    | [ 45 ]                                                               |
| 02/09/2022                                                           | Milano                                                               | Italia                                                               | 83 - 62                                                              | Estonia                                                              | EuroBasket 2022 - Fase a gironi                                      | 2                                                                    | [ 46 ]                                                               |
| 03/09/2022                                                           | Milano                                                               | Grecia                                                               | 85 - 81                                                              | Italia                                                               | EuroBasket 2022 - Fase a gironi                                      | 13                                                                   | [ 47 ]                                                               |
| 05/09/2022                                                           | Milano                                                               | Ucraina                                                              | 84 - 73                                                              | Italia                                                               | EuroBasket 2022 - Fase a gironi                                      | 9                                                                    | [ 48 ]                                                               |
| 06/09/2022                                                           | Milano                                                               | Italia                                                               | 81 - 76                                                              | Croazia                                                              | EuroBasket 2022 - Fase a gironi                                      | 8                                                                    | [ 49 ]                                                               |
| 08/09/2022                                                           | Milano                                                               | Italia                                                               | 90 - 56                                                              | Gran Bretagna                                                        | EuroBasket 2022 - Fase a gironi                                      | 9                                                                    | [ 50 ]                                                               |
| 11/09/2022                                                           | Berlino                                                              | Serbia                                                               | 86 - 94                                                              | Italia                                                               | EuroBasket 2022 - Ottavi                                             | 5                                                                    | [ 51 ]                                                               |
| 14/09/2022                                                           | Berlino                                                              | Francia                                                              | 93 - 85 dts                                                          | Italia                                                               | EuroBasket 2022 - Quarti                                             | 4                                                                    | [ 52 ]                                                               |
| 04/08/2023                                                           | Trento                                                               | Italia                                                               | 90 - 89 dts                                                          | Turchia                                                              | Torneo amichevole                                                    | 9                                                                    | [ 53 ]                                                               |
| 05/08/2023                                                           | Trento                                                               | Italia                                                               | 79 - 61                                                              | Cina                                                                 | Torneo amichevole                                                    | 2                                                                    | [ 54 ]                                                               |
| 09/08/2023                                                           | Atene                                                                | Italia                                                               | 89 - 88                                                              | Serbia                                                               | Torneo Acropolis 2023                                                | 5                                                                    | [ 55 ]                                                               |
| 10/08/2023                                                           | Atene                                                                | Grecia                                                               | 70 - 74                                                              | Italia                                                               | Torneo Acropolis 2023                                                | 5                                                                    | [ 56 ]                                                               |
| 13/08/2023                                                           | Ravenna                                                              | Italia                                                               | 98 - 65                                                              | Porto Rico                                                           | Amichevole                                                           | 10                                                                   | [ 57 ]                                                               |
| 20/08/2023                                                           | Shenzhen                                                             | Italia                                                               | 93 - 87                                                              | Brasile                                                              | Torneo amichevole                                                    | 16                                                                   | [ 58 ]                                                               |
| 21/08/2023                                                           | Shenzhen                                                             | Italia                                                               | 88 - 81                                                              | Nuova Zelanda                                                        | Torneo amichevole                                                    | 12                                                                   | [ 59 ]                                                               |
| 25/08/2023                                                           | Santa Maria                                                          | Angola                                                               | 67 - 81                                                              | Italia                                                               | Mondiali 2023 - 1ª fase a gironi                                     | 18                                                                   | [ 60 ]                                                               |
| 27/08/2023                                                           | Quezon City                                                          | Italia                                                               | 82 - 87                                                              | Rep. Dominicana                                                      | Mondiali 2023 - 1ª fase a gironi                                     | 8                                                                    | [ 61 ]                                                               |
| 29/08/2023                                                           | Quezon City                                                          | Filippine                                                            | 83 - 90                                                              | Italia                                                               | Mondiali 2023 - 1ª fase a gironi                                     | 13                                                                   | [ 62 ]                                                               |
| 01/09/2023                                                           | Quezon City                                                          | Serbia                                                               | 76 - 78                                                              | Italia                                                               | Mondiali 2023 - 2ª fase a gironi                                     | 3                                                                    | [ 63 ]                                                               |
| 03/09/2023                                                           | Quezon City                                                          | Italia                                                               | 73 - 57                                                              | Porto Rico                                                           | Mondiali 2023 - 2ª fase a gironi                                     | 15                                                                   | [ 64 ]                                                               |
| 05/09/2023                                                           | Pasay                                                                | Italia                                                               | 63 - 100                                                             | Stati Uniti                                                          | Mondiali 2023 - Quarti                                               | 11                                                                   | [ 65 ]                                                               |
| 07/09/2023                                                           | Pasay                                                                | Italia                                                               | 82 - 87                                                              | Lettonia                                                             | Mondiali 2023 - Semifinale 5º-8º posto                               | 11                                                                   | [ 66 ]                                                               |
| 09/09/2023                                                           | Pasay                                                                | Italia                                                               | 85 - 89                                                              | Slovenia                                                             | Mondiali 2023 - Finale 7º-8º posto                                   | 4                                                                    | [ 67 ]                                                               |
| 22/02/2024                                                           | Pesaro                                                               | Italia                                                               | 87 - 80                                                              | Turchia                                                              | Qual. Euro 2025                                                      | 12                                                                   | [ 68 ]                                                               |
| 23/06/2024                                                           | Trento                                                               | Italia                                                               | 79 - 68                                                              | Georgia                                                              | Torneo amichevole                                                    | 11                                                                   | [ 69 ]                                                               |
| 25/06/2024                                                           | Madrid                                                               | Spagna                                                               | 84 - 87 dts                                                          | Italia                                                               | Amichevole                                                           | 12                                                                   | [ 70 ]                                                               |
| 03/07/2024                                                           | San Juan                                                             | Italia                                                               | 114 - 53                                                             | Bahrein                                                              | Qual. Olimpiadi 2024                                                 | 10                                                                   | [ 71 ]                                                               |
| 05/07/2024                                                           | San Juan                                                             | Porto Rico                                                           | 80 - 69                                                              | Italia                                                               | Qual. Olimpiadi 2024                                                 | 6                                                                    | [ 72 ]                                                               |
| 07/07/2024                                                           | San Juan                                                             | Italia                                                               | 64 - 88                                                              | Lituania                                                             | Qual. Olimpiadi 2024                                                 | 6                                                                    | [ 73 ]                                                               |
| 02/08/2025                                                           | Trento                                                               | Italia                                                               | 87 - 61                                                              | Islanda                                                              | Torneo amichevole                                                    | 4                                                                    | [ 74 ]                                                               |
| 03/08/2025                                                           | Trento                                                               | Italia                                                               | 80 - 56                                                              | Senegal                                                              | Torneo amichevole                                                    | 6                                                                    | [ 75 ]                                                               |
| 09/08/2025                                                           | Trieste                                                              | Italia                                                               | 91 - 75                                                              | Lettonia                                                             | Amichevole                                                           | 2                                                                    | [ 76 ]                                                               |
| Totale                                                               |                                                                      | Presenze                                                             | 66                                                                   |                                                                      | Punti                                                                | 521                                                                  |                                                                      |

## Palmarès

### Club

#### Competizioni nazionali
- Campionato italiano: 4

Reyer Venezia: 2016-17, 2018-19
Olimpia Milano: 2022-23, 2023-24
- Coppa Italia: 1

Reyer Venezia: 2020
- Supercoppa italiana: 1

Olimpia Milano: 2024

#### Competizioni internazionali
- FIBA Europe Cup: 1

Reyer Venezia: 2017-18

### Nazionale
- Europei Under-20: 1

 Estonia 2013

### Individuale
- Miglior italiano Regular Season Serie A2: 1

Trieste: 2014-2015
- Partecipazioni all'All Star Game: 1

2016
- Premio Reverberi: 1

Miglior giocatore italiano 2019-2020
- Miglior Difensore Coppa Italia (2020-2021)

- Miglior italiano Regular Season Serie A: 1

Reyer Venezia: 2020-2021
- MVP Serie A (2020-2021)